# Братешки (станція)
Братешки — проміжна залізнична станція 5-го класу  Полтавської дирекції Південної залізниці на електрифікованій лінії Ромодан — Полтава-Південна між станцією Сагайдак (7 км) та зупинним пунктом Шкурупії (6,7 км). Розташована в однойменному селі Полтавського району Полтавської області.

## Історія
Станція Братешки відкрита у 1901 році. До 1918 року належала приватній Московсько-Києво-Воронезькій залізниці, у 1918 році увійшла до складу Південної залізниці.
Під час Другої світової війни німецько-фашистські окупанти скинули на станцію 21 бомбу, в результаті чого більшість споруд були зруйновані, а від вокзалу залишились лише уламки стін.
У 1960-х роках на станції активно виконувались навантажувально-розвантажувальні роботи, працював бурякопункт. Тоді начальником станції був Гнат Матвійович Михайло, який чимало зробив для модернізації та розвитку станційного господарства. Пізніше справу Михайла Гната продовжили Микола Олександрович Семергей, Віктор Петрович Грищенко. До 1966 року перегін Сагайдак — Братешки був обладнаний електрожезловою системою, а на двоколійному перегоні Братешки — Решетилівка зв'язок підтримувався за допомогою телефону, який згодом було замінено на систему автоблокування.
У 2002 році станція електрифікована змінним струмом (~25 кВ) в складі дільниці Сагайдак — Полтава-Київська. Тоді ж працівники Куп'янського будівельно-монтажного поїзда реконструювали вокзальний комплекс. В приміщенні залу чекання для пасажирів встановлені сучасні меблі, застосовані новітні будівельні матеріали, виконано капітальний ремонт на посту ЕЦ та кас з продажу проїзних документів, встановлена сучасна комп'ютерна система, яка значно полегшила працю касирів та прискорила процес якісного обслуговування пасажирів.
У 2008 році колектив станції складався з чотирьох працівників: начальник станції — Ірина Колінько, чергові — Надія Болюта і Тетяна Тихоненко, квитковий касир — Алла Смикова.

## Інфраструктура
На станції дві головні та дві бічні колії. Під'їзні та тупикові колії на станції відсутні. Перегон Решетилівка — Сагайдак двоколійний, з двостороннім автоблокуванням.

## Пасажирське сполучення
На станції Братешки зупиняються приміські електропоїзди, що прямують за напрямком Гребінка — Полтава — Огульці. Для посадки/висадки  пасажирів на поїзди облаштовані дві низькі пасажирські платформи.